# Bonni egyezmény
A bonni egyezmény, amely a vándorló állatfajok védelméről rendelkezik, 1979-ben született az UNEP (ENSZ környezetvédelmi programja) kezdeményezésére. Magyarország 1983-ban csatlakozott hozzá.
A vándorló állatfajok különösképpen veszélyeztetettek. A bonni egyezmény, mint keretegyezmény leszögezi, hogy a vándorló állatfajok populációi csak úgy oltalmazhatók eredményesen, ha valamennyi állam, amelyeknek területét e fajok érintik, azonos elvek alapján óvja az állományokat. Az egyezmény II. függeléke sorolja fel azokat a vándorló állatfajokat, melyeknek szükségük van a nemzetközi összefogás általi védelemre.
Magyarországot a vonuló madarak és a denevérek (EUROBATS) vonatkozásában érinti az egyezmény.